# 埃普施泰因
埃普施泰因（德語：Eppstein，發音：[ˈɛpˌʃtaɪn] ⓘ）是德国黑森州达姆施塔特行政区美因-陶努斯县的城市，面积24.19平方千米，2023年12月31日人口为13,645人。

## 友好城市
埃普施泰因与以下城市结为友好城市：
- 拉脫維亞 艾茲克勞克萊（1998年）
- 英格兰 凱尼爾沃思（1994年）
- 法國 朗热（1986年）
- 德国 施瓦察（1990年）